# 임규운
임규운(林圭雲, 1933년 ~)은 대한민국의 법조인이다. 법원행정처 차장과 서울고등법원장 등을 역임하였다. 헌법을 생각하는 변호사 모임 소속이다.

## 생애
1933년에 경기도 김포시 고촌면 신곡리 은행정 마을에서 태어난 임규운은 고촌초등학교, 인천중학교, 인천고등학교와 서울대학교 법학과를 졸업하고 1959년 제11회 고등고시 사법과에 합격하였다. 
고촌초등학교 5학년 때 부친이 간경화로 세브란스병원에서 입원 치료를 받다가 퇴원하여 돌아가신 것을 보았던 임규운은 의사가 될 꿈을 꾸었으나 인천중학교 재학 중에 인천재판소 밑에 살던 친구네 집에 놀러갔다가 동리 사람들이 비상사태하의 범죄처벌에 관한 특별조치령 등의 위반으로 인천법원에서 재판 받는 것을 보고 억울한 사람, 거짓말하는 사람들을 가려내는 법관이 되겠다는 꿈을 가졌으며 은사였던 이인수 선생님이 알려준 '논어'에 나오는 '기소불욕(己所不慾)이면 물시어인(勿施於人)’이란 글귀를 평생의 좌우명으로 삼았다. 
1961년 육군 법무관을 거쳐 대구지방법원 판사에 임용되어 대구지방법원 김천지원, 서울지방법원 수원지원, 서울형사지방법원, 서울고등법원 판사를 하였으며 이후 부장판사에 승진하여 서울형사지방법원, 서울민사지방법원 등에서 재판장을 하였다. 서울고등법원 부장판사에 임명된 1981년에는 법원행정처 기획조정실장을 겸직하였으며 이후 법원행정처 차장, 서울민사지방법원 원장, 서울고등법원 원장 등을 역임하였다.
임규운은 서울민사지방법원장을 하면서 집중심리제를 도입하였으며 1980년대 이후 법원행정 차장을 지내고도 대법관에 임명되지 않은 유일한 법관으로 기록되다가 1990년에 임명된 서울고등법원장에서 1992년 8월 물러나면서 소속 법관들로부터 "법관의 귀감으로서 오랜 기간 봉직하시다 물러나시는 임규운 원장님의 앞날에 무궁한 영광이 있기를 기원합니다"라는 의미를 가지는 액자를 헌정받았으며 이후 1992년에 서울특별시 서초구 양재동에서 선,후배들과 함께 공증인가를 주업으로 하는 한양 합동법률사무소 등에서 변호사를 하면서 2000년 2월 21일에는 서울고등법원 민사조정위원회 위원장으로 선출되었다.

## 주요 판결
- 서울형사지방법원 항소7부 재판장으로 재직하던 1978년 11월 4일에 남대문시장 중앙상가 화재사건으로 중실화 혐의로 구속되어 1심에서 금고1년을 선고받은 피고인에 대해 "불이 이 점포에서 발생했다는 증거가 없다"는 이유로 원심을 깨고 무죄를 선고했다.[5] 11월 30일에 육교 밑에서 길을 건너던 행인을 치어 중상을 입힌 운전자의 업무상 과실치상으로 금고6월을 선고받고 항소한 피고인에 대해 무죄를 선고했다.[6]

- 서울민사지방법원 합의16부 재판장으로 재직하던 1985년 5월 4일에 네루가 간디에게 보낸 편지 196통을 번역해 1982년 7월 10일에 <세계사 편력>을 출판한 도서출판 석탑이 간디의 딸 인디라 간디가 1984년에 피살된 뒤에 <혁명의 세계사>라는 이름으로 출판한 세경서원을 상대로 낸 서적인쇄 및 발매금지 등 가처분 신청에서 "원작자의 허락을 받지 않거나 판권계약을 하지 않은 외국서적의 번역물이라도 제2의 창작행위로 인정해 이를 표절하여 출판해서는 안된다"고 하여 번역물에 대해 저작권을 최초로 인정했다.[7] 1986년 2월 8일에 신민당 원외지구당 위원장들의 사고 지구당 확인 결정에 대한 효력정지 가처분 신청에 대해 "사고 지구당 판정은 당헌, 당규에 따라 당무회의가 결정하는 정당 자율권에 속하나 판정이 현저히 불공정하다고 인정될 때는 사법심사대상이 될 수 있다"고 하여 인용 결정했다.[8]

## 가족
자녀 2남2녀 중 큰아들은 부장판사, 사위는 창원지검 통영지청 부장검사를 했던 차동언, 둘째아들은 의사·연세대 교수, 큰딸은 서울대 영문학 박사, 둘째딸은 서울대 약학 박사로 암센터에서 근무했다.